# Reinhard Kekulé von Stradonitz

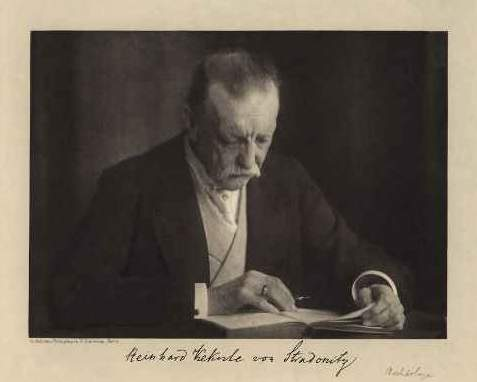
Reinhard Kekule von Stradonitz, Photographie von Rudolf Dührkoop

Heinrich Friedrich Reinhard Kekulé von Stradonitz (* 6. März 1839 in Darmstadt; † 22. März 1911 in Berlin) war ein deutscher Klassischer Archäologe.

## Leben

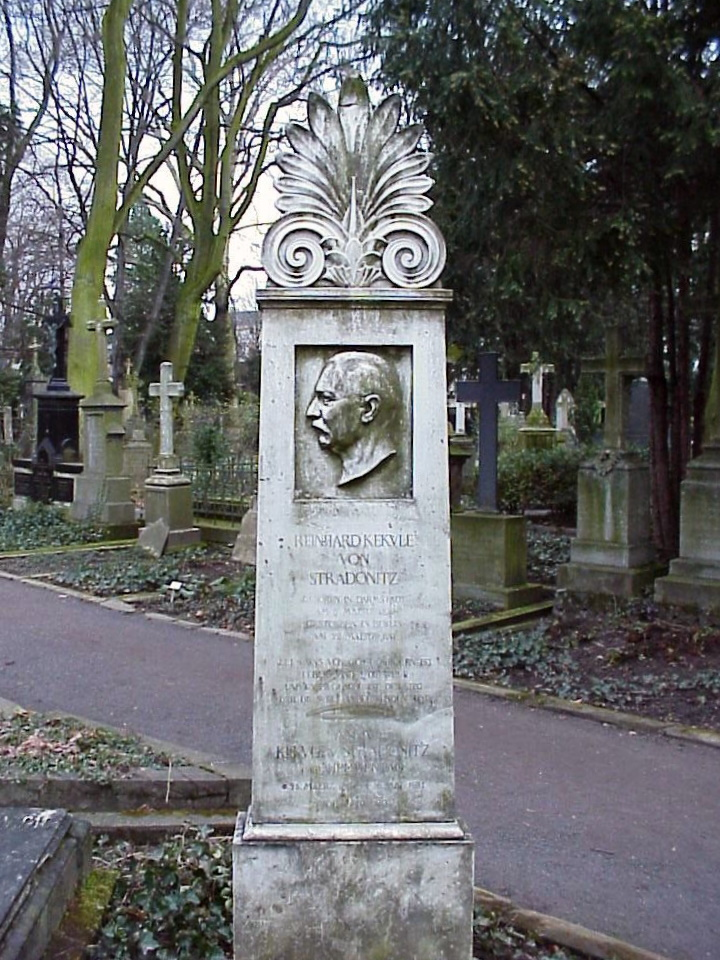
Grabstele auf dem Alten Friedhof in Bonn

Reinhard Kekulé war Sohn des Darmstädter Hofgerichtsadvokaten Karl Ludwig Kekulé (1802–1843), mit adelig böhmischen Vorfahren. Nach dem Studium der Klassischen Philologie und Archäologie in Erlangen, Göttingen und Berlin wurde er 1861 promoviert und war anschließend zwei Jahre Assistent des Berliner Archäologen Eduard Gerhard. Von 1863 bis 1866 war Kekulé am Deutschen Archäologischen Institut Rom und habilitierte sich 1868 in Bonn. Nach einer kurzen Tätigkeit am Museum für Nassauische Altertümer in Wiesbaden wurde er 1870 Professor für Klassische Archäologie an der Universität Bonn. 1889 ging Kekulé als Direktor der Sammlung antiker Skulpturen und Gipsabgüsse an die Königlichen Museen in Berlin. Ab 1896 war er zudem Leiter des Antiquariums und damit der vereinigten Antikensammlung Berlin. Ab 1890 war Kekulé zugleich Professor für Klassische Archäologie an der Berliner Universität. Dort bekleidete er 1897 das Amt des Dekans und im akademischen Jahr 1901/1902 das Rektorat der Universität.
Ab 1874 war Kekulé Mitglied der Zentraldirektion des Deutschen Archäologischen Instituts. 1898 wurde er als ordentliches Mitglied in die Preußische Akademie der Wissenschaften aufgenommen. Ab 1905 war er Vorsitzender der Archäologischen Gesellschaft zu Berlin. 1895 erfolgte zusammen mit seinem Vetter Friedrich August Kekulé von Stradonitz die Anerkennung des alten böhmischen Adels mit dem Namen Kekulé von Stradonitz.
Schwerpunkt von Kekulés Forschungstätigkeit war die antike griechische Plastik. Daneben beschäftigte er sich auch mit Terrakotten; für das Deutsche Archäologische Institut gab er die Reihe Die antiken Terrakotten heraus. Als Museumsdirektor setzte er die Ausgrabungen der Berliner Museen vor allem in Kleinasien fort. Die Antikensammlung stellte Kekulé im Alten Museum neu auf. Während seiner Amtszeit wurden die Funde aus Pergamon zeitweilig im ersten Pergamonmuseum ausgestellt.
Seine Schwester Cornelia Cora Kekulé (1835–1897) heiratete den Beamten und Politiker Karl von Hofmann.

Aus seiner Ehe mit der Staatsprokuratorstochter Anna Helmentag hatte er u. a. die Tochter Eleonore (1878–1968), welche 1899 seinen Neffen und damit ihren Cousin heiratete, den Künstler Ludwig von Hofmann.

## Schriften (Auswahl)
- Die antiken Bildwerke im Theseion zu Athen. Wilhelm Engelmann, Leipzig 1869 (Digitalisat).
- Die Balustrade des Tempels der Athena Nike. Wilhelm Engelmann, Leipzig 1869 (Digitalisat).
- Griechische Thonfiguren aus Tanagra. Spemann, Stuttgart 1878 (Digitalisat).
- Die Reliefs an der Balustrade der Athena Nike. Spemann, Stuttgart 1881 (Digitalisat).
- Die Terracotten von Sizilien (= Die antiken Terracotten. Band 2). Spemann, Berlin/Stuttgart 1884 (Digitalisat).
- Über eine weibliche Gewandstatue aus der Werkstatt der Parthenongiebelfiguren. Spemann, Berlin 1894 (Digitalisat).
- Ernst Curtius. Gedächtnisrede gehalten bei der von der Berliner Studentenschaft am 26. Juli 1896 veranstalteten Trauerfeier. Spemann, Berlin 1896, hdl:10111/UIUCCS:7040912
- Über Kopien einer Frauenstatue aus der Zeit des Phidias. Reimer, Berlin 1897 (Digitalisat).
- Zur Geschichte des archäologischen Unterrichts in Berlin unter Friedrich Wilhelm III. Rede zur Gedächtnisfeier am 3. August 1902 in der Aula der Friedrich-Wilhelms-Universität. Schade, Berlin 1902, hdl:10111/UIUCCS:7040947
- Die griechische Skulptur. 1. Auflage 1906. – 2. Auflage: Reimer, Berlin 1907 (Digitalisat, Digitalisat).